# Brachystelma incanum
Brachystelma incanum är en oleanderväxtart som beskrevs av Robert Allen Dyer. Brachystelma incanum ingår i släktet Brachystelma och familjen oleanderväxter. Inga underarter finns listade i Catalogue of Life.